# Фосфопротеины
Фосфопротеины (фосфопротеиды) — сложные белки, содержащие в качестве простетической группы ковалентно связанные остатки фосфорной кислоты, которые присоединяются к белку посттрансляционно. В образовании сложноэфирной связи с фосфатом участвуют гидроксильные группы серина или треонина, фосфопротеинами являются, в частности, казеин молока.

## Биологическая функция
Фосфорилирование белков является одним из основного механизма регулирования в клетках.

## Клиническая значимость
Фосфопротеины были предложены в качестве биомаркеров рака молочной железы.